# Decreto legislativo 10 agosto 2018, n. 104
Il decreto legislativo 10 agosto 2018, n. 104 è una disposizione normativa della Repubblica Italiana riguardante la legislazione italiana sulle armi.
È stato emanato in attuazione della direttiva dell'Unione Europea 2017/853, emanata in data 13 giugno 2017, che modifica le precedente 91/477/CEE. Il decreto è entrato in vigore il 14 settembre 2018.

## Struttura
- Capo I - Norme in materia di fabbricazione, detenzione, porto delle armi da fuoco e loro tracciabilità (artt. 1-11)

- Capo II - Norme transitorie e finali (artt.12-14)

## Contenuto
La legge introduce nuove disposizioni relative alle armi da fuoco, in particolare alle armi comumi da sparo, riguardanti la produzione, detenzione, porto, tracciabilità nonché nuove limitazioni per i privati. Le norme più significative sono:

### Articolo 2
- Introduce nuove limitazioni per i privati circa i tipi di armi di cui alla categoria A - vietate per i privati - modificando la direttiva UE 91/477/CEE con la creazione della categoria A8 riguardante le "armi da fuoco lunghe semiautomatiche che possono essere ridotte ad una lunghezza inferiore a 60 cm senza perdere funzionalità tramite un calcio pieghevole o telescopico, ovvero un calcio che può essere rimosso senza l’ausilio di attrezzi".

- Elimina dall'elenco delle "parti essenziali d'arma" il cui trasporto è soggetto ad avviso all'autorità:
  - la cassa;
  - i silenziatori.
- Inserisce la definizione di "arma da fuoco camuffata" per quelle fabbricate o trasformate ai fine di assumere le caratteristiche esteriori di un altro oggetto.

### Articolo 3
- Autorizza i Titolari di licenza per la fabbricazione di armi comuni (art. 31 TULPS) alla "rottamazione" delle parti d'arma "fabbricate e non ancora immesse sul mercato" previa annotazione dell'avvenuta rottamazione sul registro prescritto all'art. 35 del RD 773/31 TULPS.
- Stabilisce assolto l'obbligo di avviso all'autorità del trasporto di armi o parti d'arma in carico a commercianti, fabbricanti e riparatori mediante comunicazione, almeno 48 ore prima del trasporto, per via telematica (tramite PEC) con l'obbligo di accompagnare il trasporto con la copia delle comunicazione.
- Estende la facoltà di denuncia telematica (tramite PEC) al "Locale Comando dell'Arma dei Carabinieri" .
- Esclude dall'obbligo di presentazione del certificato medico di idoneità psichica i collezionisti di armi antecedenti il 1890 (già liberalizzate).

### Articolo 4
Riduce da sei a cinque la validità del titolo di licenza di porto d'armi per uso sportivo.

### Articolo 5
- Inserisce tra  "armi da guerra" quelle "camuffate".
- Stabilisce la capacità massima dei caricatori legalmente detenibili dai privati senza denuncia a:
  - Armi lunghe: 10 colpi più uno in camera. Resta l'obbligo di denuncia dei caricatori di capacità superiore a 10.
  - Armi corte: 20 colpi più uno in camera.  Resta l'obbligo di denuncia dei caricatori di capacità superiore a 20.
- Porta da 6 a 12 il numero di armi detenibili dai privati se classificate "sportive" dal Banco nazionale di prova per le armi da fuoco portatili e per le munizioni commerciali (BNP).
- Introduce per i titolari di licenza di collezione, la facoltà di provare, al massimo ogni sei mesi, le armi collezionate consumando fino a 62 colpi per arma, colpi da consumare al massimo entro le 24 ore dall'acquisto.
- Marcatura delle armi comuni da Sparo prodotte, assemblate o introdotte nello stato con una "Marcatura Unica, chiara e permanente" da apporre a cura del fabbricante, dell'assemblatore o dell'importatore, senza ritardo dopo la fabbricazione, l'assemblaggio o l'importazione, su un'area delimitata delle parti essenziali dell'arma, consistente in:
  - Nome sigla o marchio del Fabbricante, Assemblatore o Importatore.
  - Anno di Fabbricazione, assemblaggio o Importazione.
  - Luogo di Fabbricazione Assemblaggio o Importazione.
    - Numero di serie [Matricola].

  - Fa decadere la facoltà di acquisto "a distanza" tramite nulla osta della prefettura competente.

### Articolo 6
Modifica la legge 11 febbraio 1992, n. 157 stabilendo il divieto di usare per la caccia armi automatiche ed alcune tipi di semiautomatiche nonché riduce da sei a cinque gli anni di validità del porto d'armi uso caccia.

### Articolo 9
Abolite le competenze della "Commissione Consultiva centrale per il controllo delle armi" istituita dalla legge 8 aprile 1975, n. 110 per la verifica della  conformità delle armi di cui al Decreto Ministro dell'Interno 9 agosto 2001, n. 362 come requisito per la commercializzazione nei confronti dei privati affidando tale competenza al BNP.

### Articolo 11
Istituisce presso il Dipartimento della Pubblica Sicurezza, un sistema informatico dedicato per la tracciabilità delle armi da fuoco e delle munizioni, specificando le informazioni da contenere e consultabile dalle forze di polizia italiane, dal personale civile del Ministero dell'interno e degli uffici territoriali di governo, per finalità di controllo sulle armi.

### Articolo 12
Stabilisce che le armi di cui alla categoria A6 ("armi da fuoco automatiche che sono state trasformate in armi semiautomatiche") e A7 ("armi da fuoco semiautomatiche a percussione centrale") possono essere detenute dai privati solo se iscritti all'Unione Italiana Tiro a Segno, al CONI o alle associazioni sportive dilettantistiche ad esso affiliate, o da gli iscritti a federazioni sportive di altri Stati membri dell'Unione Europea.